# ۱۰۴۵ (خورشیدی)
۱۰۴۵ هزار و چهل و پنجمین سال هجری خورشیدی است.

## رویدادها
- ۱۰ آبان - آغاز پادشاهی شاه سلیمان صفوی و تاجگذاری وی در اصفهان.

## درگذشتگان
- ۳ یا ۴ آبان - شاه عباس دوم صفوی، (زاده: ۱۰۱۱)، در خسروآباد دامغان